# Cavità ottica
Una cavità ottica (anche detta risonatore ottico) è un dispositivo in grado di confinare al suo interno luce ad una certa frequenza.
Il risonatore ottico più semplice è costituito da due specchi piani e paralleli, posizionati in maniera che i fotoni vengano riflessi molte volte prima che possano essere persi per assorbimento o trasmissione. I risonatori ottici vengono utilizzati come analizzatori di spettro o come filtri ottici, grazie alla loro sensibilità alla frequenza della luce.
Le cavità ottiche sono fondamentali per la costruzione dei laser. Al loro interno la radiazione elettromagnetica si configura in onde stazionarie che si annullano sulle interfacce. Se la frequenza propria della cavità viene regolata sull'energia di una transizione ottica della sostanza contenuta al suo interno (ad esempio elio) si può ottenere il processo di fotoamplificazione stimolata (vedi laser e maser).
Le diverse configurazioni possibili delle onde stazionarie vengono dette modi della cavità; i modi longitudinali differiscono soltanto in frequenza, mentre quelli trasversali differiscono in frequenza e profilo di intensità, lungo la sezione del fascio di luce.
Diversi tipi di risonatori si contraddistinguono in base alla posizione degli specchi, alla loro lunghezza focale ed al loro numero. Questi parametri devono essere scelti in modo che la cavità sia stabile (ovvero che la dimensione del fascio non cresca continuamente a seguito di riflessioni multiple). Alcuni risonatori possono essere configurati in maniera da non avere un punto focale oppure da avere un fascio con un waist molto piccolo.
In genere le cavità ottiche sono progettate per avere un elevato Q-factor, così che il fascio di luce sia riflesso molte volte con una bassa attenuazione. In questo modo la larghezza di riga del fascio è molto stretta rispetto a quella del laser.